# Светлина в тунела
„Светлина в тунела“ (на английски: Hereafter) е американско фентъзи от 2010 година на режисьора Клинт Истууд, който е и продуцент и композитор на музиката. Във филма участват Мат Деймън, Сесил де Франс, Брайс Далас Хауърд, Линдзи Маршъл, Джей Мор и други. Снимките започват през септември 2009 г. и приключват през февруари 2010 г. и се провеждат в Лондон, Сан Франциско, Париж и Хаваите. Филмът е пуснат в Съединените щати на 22 октомври 2010 г.